# Alexander Ross Clarke

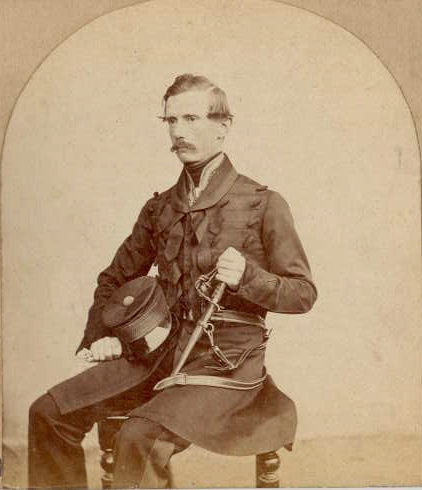
Alexander Ross Clarke, 1861

Alexander Ross Clarke (* 16. Dezember 1828 in Reading, Berkshire, England; † 11. Februar 1914 in Strathmore, Reigate, Surrey) war ein britischer Geodät, dessen Bedeutung vor allem in der Definition verschiedener Erdellipsoide liegt.

## Leben und Wirken
Clarke verbrachte seine Kindheit in der britischen Kolonie Jamaika, bis die Familie wieder zurück nach England zog.
Am 1. Oktober 1847 trat er der britischen Armee bei und wurde den Royal Engineers zugeteilt. Seine Ausbildung bekam er in Chatham, Kent, in der School of Military Engineering, ab 1850 wurde er zum Ordnance Survey in Southampton versetzt.
Von 1851 bis 1854 diente Clark in Kanada, wo er 1853 Francis Dixon heiratete.
Clarke kehrte nach England zurück und diente wieder beim Ordnance Survey in Southampton, wo er 1856 Leiter der Vermessungsabteilung wurde. Im Jahre 1858 veröffentlichte er seinen ersten Artikel über die Geschichte der Landvermessung in Großbritannien.
Er arbeitete als Geodät und machte Berechnungen zur Erdform inklusive der Abplattung.
Am 5. Juni 1862 wurde er in die Royal Society gewählt. In einer weiteren Veröffentlichung beschrieb er 1866 einen neuen Clarke-Ellipsoid, der als „Clarke 1866“ heute immer noch verwendet wird, vor allem in englischsprachigen Ländern und Gebieten. 1867 wurde er als korrespondierendes Mitglied in die Russische Akademie der Wissenschaften in Sankt Petersburg aufgenommen.
1880 prägte er das Wort „Geodäsie“, als er sein gleichnamiges Buch veröffentlichte. Darin beschrieb er einen weiteren Erdellipsoid „Clarke 1880“, der hauptsächlich in Afrika verwendet wird.
Nachdem er 27 Jahre in England gedient hatte, sollte er 1881 noch einmal nach Übersee versetzt werden, worauf Clarke allerdings seinen Rücktritt einreichte. Auch auf öffentlichen Druck wollte die Armee es nicht ermöglichen, dass Clarke weiterhin in England der Armee diente. So verließ Clarke am 1. Oktober 1881 im Range eines Obersts die Armee und zog nach Redhill, Surrey.
Aus finanziellen Gründen verließ er die Royal Society.
Im Oktober 1883 war Clarke der britische Delegierte bei der Geodätischen Konferenz in Rom, und 1884 wurde er britisches Mitglied der Internationalen Geodätischen Vereinigung.
Von der Royal Society erhielt er 1887 die Royal Medal und wurde als Mitglied ohne Beitragsverpflichtung wieder aufgenommen. 1892 wurde er zum Ehrenmitglied (Honorary Fellow) der Royal Society of Edinburgh gewählt.
Clarke und seine Frau hatten vier Söhne und neun Töchter.